# Borgmästaregården, Vimmerby
Borgmästaregården är en borgargård i Vimmerby, med två k-märkta byggnader.
Gården har fått sitt namn efter vice häradshövding Otto Gustaf Wahlberg (1833–1907), som var stadens borgmästare 1870–1907.
Den äldsta delen av Borgmästaregården uppfördes troligen vid mitten av 1700-talet. Den som lät bygga huset kan vara tullnären Johan Rox. Borgmästaren Wahlberg flyttade in i huset 1871 tillsammans med hustrun Nanny Maria Hult (född 1851). 
Huvudbyggnaden längs med Storgatan är ett två våningars timmerhus i tre etager, som är klätt med lockpanel och har ett tegeltäckt sadeltak. Det är uppfört i minst tre etapper. Större delen av bottenvåningen byggdes omkring 1730, påbyggdes och förlängdes omkring 1800, samt tillbyggdes vid östra gaveln omkring 1885. Ett mindre panelklätt timmerhus med sadeltak, troligen från 1700-talet, ligger vid Storgatan och en uthuslänga vid Sevedegatan.  
Huvudbyggnaden och det mindre bostadshuset vid Storgatan blev byggnadsminne 1965.

## Bildgalleri

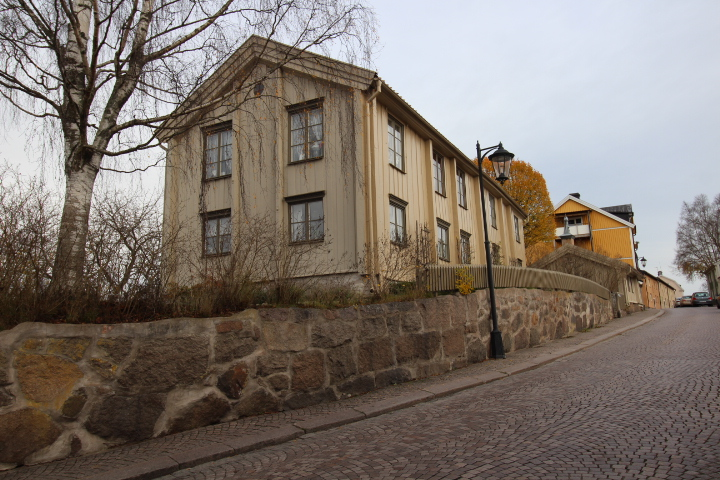
Huvudbyggnaden
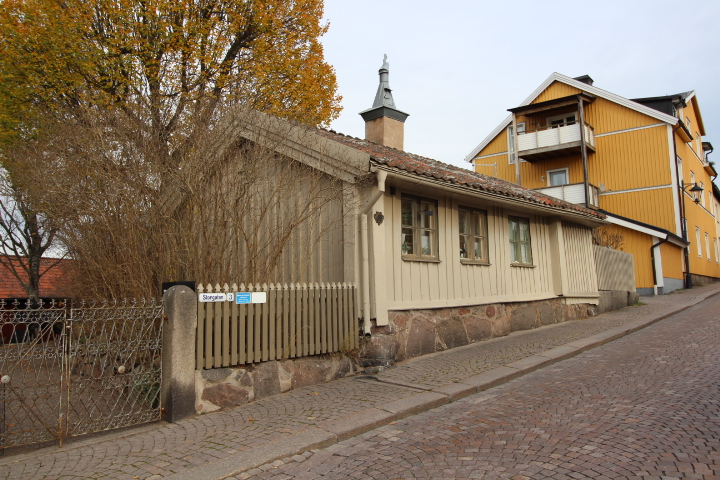
Lilla bostadshuset
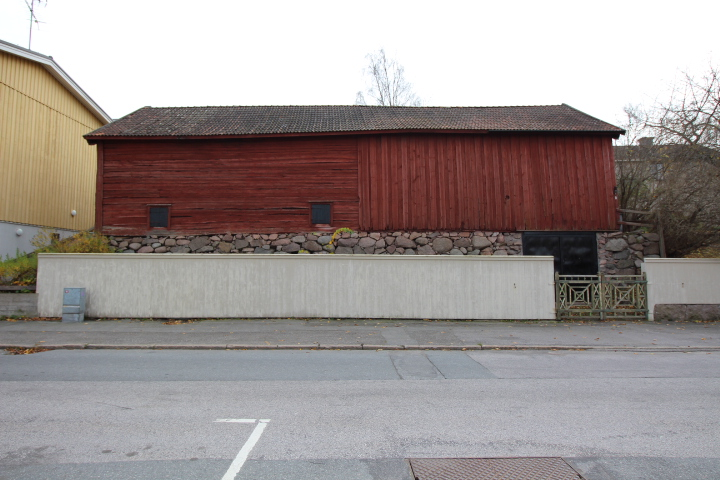
Uthuslängan vid Sevedegatan